# George Stacy
George Stacy es un personaje secundario en la serie de Spider-Man de Marvel Comics. Él es el padre de Gwen Stacy y un excapitán de policía del Departamento de Policía de la ciudad de Nueva York. Stacy es un gran defensor de Spider-Man, a menudo defiende al superhéroe cuando otros lo acusan, y por lo tanto sirve como una personalidad de aluminio para otro personaje relacionado con Spider-Man, J. Jonah Jameson.
El personaje ha sido interpretado por James Cromwell en la película de 2007, Spider-Man 3 y por Denis Leary en el relanzamiento de la serie, apareciendo en la película de 2012 The Amazing Spider-Man y su secuela de 2014, The Amazing Spider-Man 2.

## Historial de publicaciones
George Stacy apareció por primera vez en The Amazing Spider-Man # 56 (1968), y fue creado por Stan Lee, John Romita Sr. y Don Heck.

## Biografía
Poco hizo al saber de Peter Parker, después de enamorarse de su compañera de clase de la Universidad Estatal Empire, Gwen Stacy, que su padre era el capitán George Stacy, uno de los miembros de la policía más antiguos respetados de la policía de Nueva York. Pero incluso en el retiro, el capitán Stacy mantiene con los acontecimientos en el departamento y había tomado un gran interés en Spider-Man. No pasó mucho tiempo antes de que John Jameson llama al Capitán Stacy de su retiro para ayudar en la devolución de un dispositivo llamado el Nulificador - lo que podría hacer que cualquier aparato eléctrico o mecánico no funciona - que el Doctor Octopus. Había engañado a un amnésico Spider-Man para que robe.
Después de asegurar con seguridad el arma, el capitán Stacy entrevistó a Peter, que se cree fue mantenido cautivo con Doc Ock y Spider-Man. Después de la entrevista, el capitán Stacy reveló a Peter que había pasado tiempo estudiando la carrera de Spider-Man, y que estaba contento de haber conocido a Peter, conocido por fotografiar al trepamuros en numerosas ocasiones.
Que se identificó como un firme partidario de Spider-Man, el Capitán Stacy deseaba que el trepamuros redimido en el ojo público. También tomó un gusto inmediato a Peter, y abiertamente animó a la creciente vínculo entre el joven y su hija Gwen. Poco después en un club de baile que empleaba a Mary Jane Watson, el capitán Stacy fue sometido a un trance hipnótico a través de una cámara aparejado operado por Mary Jane que tomaron fotos de él sin saber que estas acciones estaban ayudando a Wilson Fisk (también conocido como Kingpin). Stacy se vio obligado en una trastienda donde fue sometido a un lavado de cerebro adicional por el inventor de la cámara, el Dr. Winkler.
A pesar de los esfuerzos de Spider-Man, George volvió a ser programado para seguir las instrucciones del pivote central. Como tal, el capitán Stacy más tarde robó registros de la policía para el pivote central, mientras que la cámara automática de Spider-Man capturó el robo. Peter dio las fotos a J. Jonah Jameson, la esperanza de que esta aparente traición de la familia Stacy en realidad ayudar a acelerar el descubrimiento de la inocencia del capitán. Mientras que George y Gwen intentaron huir, fueron secuestrados por los hombres del pivote central y mantenidos cautivos en uno de los laboratorios de Norman Osborn, donde el Dr. Winkler trabajó. El pivote central pretende eliminar a los Stacy una vez que se utilizaron para atraer a Spider-Man en las manos de trituración. Mientras Spider-Man luchó contra el pivote central, Osborn llegó y abordó los secuaces del pivote central que sostiene al capitán Stacy a punta de pistola. Aunque el pivote central huyó, y Winkler aparentemente murió, fueron rescatados por el capitán Stacy. El testimonio de Osborn a la policía ha exonerado al capitán Stacy.
El Capitán Stacy comenzó a sospechar Peter y Spider-Man eran la misma persona. Después de que un Peter febril admitió ser Spider-Man delante de sus amigos, incluyendo el capitán Stacy, Parker pidió al Prowler imitar a Spider-Man, entonces Peter y el trepamuros podían ser vistos juntos. Sin embargo, el capitán Stacy podrían no ser engañados. Llamado a la acción de una noche, el capitán Stacy observaba la batalla de Spider-Man contra el Doctor Octopus en un tejado por encima de la ciudad. Una multitud se había reunido en las inmediaciones de ver el enfrentamiento. Como los dos lucharon con ferocidad, pedazos de concreto comenzaron a desalojar de la cubierta y la lluvia sobre los espectadores de abajo. Al ver a un niño de pie bajo la mampostería caída, el capitán Stacy saltó para proteger al niño - y pagó por su acto de heroísmo con su propia vida. El abandono del asalto, Spider-Man se bajó a tiempo para oír las últimas palabras del capitán Stacy, "Sé bueno con ella, hijo! ¡Sé bueno con ella. Ella te ama mucho".
Durante la historia de Dead No More: The Clone Conspiracy, Chacal usó un clon de George Stacy para convencer a la clonada Gwen Stacy de trabajar con él como su socio comercial en New U Technologies. Cuando el Doctor Octopus aprieta un interruptor que activa el Virus Carrión en todos los clones y hace que comiencen a descomponerse rápidamente, incluidos George y Gwen. George se deteriora en los brazos de Gwen, le dice a su hija que mantenga a Spider-Man a salvo mientras pueda mientras el clon de George muere.

## Otras versiones

### 1602
En Spider-Man: 1602, el capitán Stacey es el líder del buque mercante May Flower y exmiembro de la Armada. Cuando él y su tripulación zarpan hacia Inglaterra, permiten que Peter Parquagh aparezca como un mono en polvo. Aunque su equipo se vuelve contra Peter cuando descubren sus poderes, aceptan a Peter cuando los rescata de los piratas Wilson Fiske y The Bull's Eye.

### Casa de M
En la línea de tiempo de la historia de "House of M", George Stacy es un exjefe de policía y amigo personal del rico y exitoso Peter Parker. Esto se agriará cuando Peter experimente una crisis mental. Parte de esto se manifiesta como un diario lleno de imaginaciones morbosas. George Stacy lee un relato de su muerte en la Tierra-616, junto con el destino de su hija.

### Spider-Man ama a Mary Jane
En Spider-Man Loves, Mary Jane Gwen Stacy menciona a George Stacy en Spider-Man Loves Mary Jane # 9 como la razón por la que se muda a Queens. En esta versión, no es un fanático de Spider-Man y lo ve como un vigilante que se interpone en el camino del verdadero trabajo policial.

### Marvel Adventures
En Marvel Adventures Spider-Man, George Stacy recibió una pista de Emma Frost en el número 53 por la llegada de su hija Gwen, quien es una nueva estudiante de Midtown High. En el número 54, George hace su debut completo como un personaje un poco más joven con cabello castaño claro. Recientemente descubrió que Peter es Spider-Man cuando accidentalmente gritó una cita que George sabe. Con su identidad ahora conocida, George ahora lo llama, solicitando apoyo en algunos de sus casos. Más tarde siente que no debería usar a Peter, pero Peter le permite a George llamarlo si necesita ayuda, lo que le agrada a George.

### Ultimate Marvel
La versión Ultimate Marvel del personaje se llama John Stacy. Mucho más joven que su homólogo convencional y con cabello castaño, es más atlético y lleva su propia arma, y no es fanático de Spider-Man, pero admira el trabajo de vigilante del joven héroe. Tiene problemas para manejar a su hija adolescente Gwen Stacy y tiene un matrimonio problemático. Se lo ve por primera vez llegando al almacén donde se esconde un criminal cuando Spider-Man lo alcanza, y luego investiga una casa que fue atacada por el Doctor Octopus al descubrir que Gwen causó problemas al llevar un cuchillo a la escuela. Él ha sido contactado por el reportero de Daily Bugle, Ben Urich sobre sus investigaciones.
Stacy también criticó a Urich por quitar a Kingpin del control de Nueva York, ya que condujo a una lucha desorganizada y caótica para ganar el territorio Kingpin. Sus problemas maritales llegan a una conclusión cuando su esposa abandona a su familia, lo que lleva a Stacy a pedirle a May Parker que vigile a Gwen mientras él está ausente en una conferencia. Durante el argumento de la historia del "escrutinio público", es asesinado por un ladrón de bancos que se hace pasar por Spider-Man, mientras el criminal roba un camión blindado y arroja una bolsa con una bomba sobre un niño cercano. Stacy sacrifica su vida para salvar al niño. La muerte de Stacy hace que Gwen desarrolle un odio afligido por Spider-Man, que continúa incluso después de que el asesino de su padre confesara. Eventualmente, May Parker invita a Gwen a vivir con los Parker, aunque la animosidad de Gwen hacia Spider-Man finalmente disminuye y llega a conocer la identidad secreta de Peter.

### Spider-Verse
En la historia de Spider-Verse, la versión de Tierra-65 de George Stacy termina en la persecución del arresto de Spider-Woman después de la muerte de Peter Parker sin saber que su hija Gwen Stacy es Spider-Woman. Cuando George está solo con Spider-Woman después de la derrota del asesino con la intención de arrestar a Spider-Woman. Gwen termina desenmascarada lo que sorprende a su padre. Un sorprendido George le dice a Gwen que corra antes de que cambie de opinión. Después del ataque, Stacy fue relevada del mando de la Fuerza Especial de Crímenes Especiales del NYPD por el Alcalde J. Jonah Jameson, quien temía que Stacy lo socavara. George permaneció en calidad de asesor ayudando a Foggy Nelson y a la oficina del Fiscal del Distrito hasta que atraparan al Buitre.

## En otros medios

### Televisión
- George Stacy aparece en The Spectacular Spider-Man, con la voz de Clancy Brown. Representado como el padre de Gwen Stacy y el capitán de la policía de Nueva York activa, que con frecuencia ve a Spider-Man en la acción, y por lo tanto realmente cree al trepamuros de ser un héroe aunque uno que operan fuera de la ley. Esta versión se basa tanto en su homólogo convencional, y su homólogo último. Por ejemplo, él tiene tanto su admiración y respeto por Spider-Man, al igual que su homólogo convencional, y es más joven y atlético y bueno con las armas de fuego, al igual que su homólogo último. En "Terapia de grupo", Stacy fue atrapado en una incredulidad cuando Spider-Man casi venció el Doctor Octopus hasta la muerte bajo el extranjero simbionte de su influencia. Más tarde se une a los Parker con Gwen en el Acción de Gracias, agradecido de que su hija fue salvado por Spider-Man. Capitán Stacy es posteriormente forzado por Master Planner (Dr. Octopus) para robar códigos secretos de Seguridad Nacional cuando el villano secuestra a Gwen, sin embargo, Spider-Man salva a su hija. Más tarde, se une a Stacy en Escuela Midtown High como un instructor para una clase de justicia criminal con el fin de acercarse a su hija (o para mantener un mejor control sobre ella). Cuando tanto Venom y el Camaleón se hicieron pasar por separado a Spider-Man, George estaba convencido tampoco era el artículo genuino. Cuando Camaleón trató de enmarcar a Spider-Man por la comisión de delitos, mientras que disfrazado de él, Stacy defendió a Spider-Man, señalando que el ladrón es más alto que Spider-Man. Y él fue capaz de copia de seguridad de la segunda reclamación señalando las diferencias claras entre el traje negro de Spider-Man y Venom. Venom en intentos de revelar la identidad secreta de Spider-Man a cabo, pero Ned le demuestra que no puede ser verdad. Stacy también advirtió a Spider-Man que mientras este último llevaba una máscara, la gente se preguntaría. Mientras todos los demás está de acuerdo y se mueve, Stacy tiene una conversación privada con Peter Parker acerca de la necesidad de Spider-Man para mantener la identidad en secreto. Se dio a entender claramente que él sabe la verdad y da su visto bueno a su manera. A menudo habla en la insinuación y el diálogo cifrada al tanto a Parker y Spider-Man que le ayuda en sus esfuerzos, y proporciona las cubiertas y alibies para ayudar a Peter en escapar de las actividades escolares para hacer el trabajo de superhéroes.
- Una variación de George Stacy aparece en Ultimate Spider-Man vs. Los 6 Siniestros, episodio "Regreso al Univers-Araña, Pt. 4", con la voz de Robert Clotworthy. Esta versión viene de la realidad de Chico Arácnido. Desde la muerte de Spider-Man de su realidad y la desaparición de Chico Arácnido, George Stacy ha estado utilizando robots para ayudar a la policía de tratar con vigilantes sin saber que su propia hija Gwen está operando como Spider-Woman. Cuando Wolf Spider llega a la estación de policía donde ataca a Spider-Man, Chico Arácnido y Spider-Woman, con Rio Morales como su rehén, George Stacy y los agentes de policía con él tratan de detenerlos en vano. Tras la derrota de Wolf Spider, Spider-Man, Chico Arácnido y Spider-Woman se encuentran con George Stacy, que ahora es consciente de que su hija ha estado operando como Spider-Woman después de tener una charla con Rio Morales.
- George Stacy fue mencionado indirectamente por Gwen en la segunda temporada de Spider-Man, episodio, "Venom Regresa".

### Película
- George Stacy aparece en los proyectos de Marvel Rising, con la voz de Steven Weber.[17]
  - George Stacy aparece por primera vez en Marvel Rising: Initiation. Cuando el amigo inhumano de Gwen, Kevin, es asesinado, George culpa a Ghost-Spider y la lleva a una persecución donde incluso recluta a Daisy Johnson y Patriota para ayudarla a detenerla.
  - George Stacy aparece en Marvel Rising: Chasing Ghosts. Todavía persigue a Ghost-Spider por lo que le sucedió a Kevin. George y la policía alcanzan a Ghost-Spider cuando ella y los Guerreros Secretos están luchando contra Victor Kohl y Sheath, siendo esta última la que asesinó a Kevin. Cuando Victor Kohl y Sheath son derrotados, ambos son entregados a la policía con Daisy Johnson apoyando la prueba de Ghost-Spider de que Sheath fue quien asesinó a Kevin.
- George hace un cameo en Spider-Man: Into the Spider-Verse. Cuando Spider-Gwen está transmitiendo sus antecedentes, ella menciona una vez que salvó a su padre de ser asesinado por un criminal.
  - George Stacy aparece en Spider-Man: Across the Spider-Verse, con la voz de Shea Whigham. Su variante de Tierra-65 es el padre de Gwen, quien lidera una cacería humana en Spider-Woman por el asesinato de Peter Parker, a quien Gwen había matado accidentalmente después de que Peter se transformó en el Lagarto. Después de que Gwen revela su identidad secreta, George aún intenta arrestar a su hija hasta que es detenido por Miguel O'Hara, quien acepta a Gwen para que se una a la Spider-Society. Después de que envían a Gwen de regreso a casa, hace las paces con su padre después de que George revela que renuncia como capitán de policía por amor a ella y la anima a ayudar a Miles Morales. Además, cuando Miguel le explica a Miles cómo funcionan los eventos "canónicos" para estabilizar el multiverso, un ejemplo que menciona es cómo Spider-Man no puede salvar la vida de un jefe de policía en múltiples universos y le muestra varias variantes de la muerte de Stacy, incluido el cómic original de Tierra-616, la película Amazing Spider-Man y la serie animada The Spectacular Spider-Man.[18]

### Cine

#### Serie Sam Raimi
- En 2007, George Stacy es interpretado por James Cromwell en Spider-Man 3. Stacy sigue siendo el padre de Gwen y es un capitán de la policía activa de Nueva York. Al igual que su contraparte convencional, él también es un admirador de Spider-Man, que se muestra cuando actúa con gran alivio después de Spider-Man salva a Gwen de caer desde un edificio. Stacy más tarde informa a Peter y a la tía May que Flint Marko (Hombre de Arena) es la verdadera causa de muerte del Tío Ben en lugar de Dennis "Spike" Carradine. Se trata de consolar el enojado Peter, que deja en una rabia. Al final de la película, él y Gwen más tarde asisten al funeral de Harry Osborn.
- James Cromwell afirmó que pensaba que la progresión natural para el personaje sería que tanto él como Gwen Stacy para morir temprano en Spider-Man 4 de reflejo de los cómics. Bryce Dallas Howard dijo que la muerte de su personaje no la habría molestado. La película era en última instancia, sin hacer, a pesar de los dos personajes que hacen el proyecto.

#### Serie Marc Webb
- En el 2012, en reinicio, el Capitán Stacy aparece en The Amazing Spider-Man, interpretado por Denis Leary, donde su personaje es una versión más joven similar a su homólogo Ultimate Marvel. En marcado contraste con los cómics y otras adaptaciones (como las películas de Raimi), Stacy no aprueba a Spider-Man y lo considera una amenaza. En la película, la máxima prioridad de Stacy es la detención de Spider-Man, con respecto a él como vigilante en una misión privada ignorantes de las cuestiones más amplias (Stacy observa que las acciones de orientación principalmente criminales de una acumulación similares de Spider-Man se ajusta al perfil de un vigilante en busca de un objetivo específico, en este caso, alguien que se parece al asesino de su tío Ben), especialmente después de que Peter hace que la policía de Nueva York a fracasar en una operación encubierta cuando ataca a un ladrón de coches que estaban siguiendo a la esperanza de ser llevado al resto del ladrón de pandilla. Una vez Stacy descubre la identidad de Spider-Man y se da cuenta de que Spider-Man está de su lado y puede salvar a su hija, él cambia de opinión. Después de ser herido de muerte por el Lagarto, mientras que ahorra tiempo para Peter en liberar el antídoto, el capitán Stacy le hace prometer que dejar de ver a su hija Gwen, con el fin de mantenerla a salvo de su peligrosa doble vida, antes de que sucumbe a sus heridas. Peter está de acuerdo en un principio a la promesa, pero más tarde decide no hacerlo, sabiendo que hay algunas promesas que no puedan conservarse por buenas razones.
- En el 2014, Denis Leary vuelve a interpretar su papel en The Amazing Spider-Man 2: Rise of Electro. Él se muestra como una visión inquietante de Peter para conseguir que se mantenga alejado de Gwen.[19]
- De acuerdo con una entrevista de IGN con Leary, declaró que en el The Amazing Spider-Man 3 no creado, estaba vinculado para repetir su papel como Capitán Stacy porque en la película, Spider-Man habría resucitado al Capitán Stacy, así como a Gwen.[20][21]

### Videojuegos
- George Stacy se menciona brevemente en Spider-Man: Edge of Time.
- George Stacy se menciona varias veces en el videojuego The Amazing Spider-Man. Se demuestra que el propio Connors parece que apreciamos el remordimiento por haber matado al capitán mientras se está en su forma de lagarto que causó a Gwen para desarrollar un sentido de odio y desconfianza hacia él.